# Тихеева, Алина Михайловна
Алина Михайловна Тихеева (3 декабря 1935 — 20 ноября 2021) — советская российская спортсменка (русские шашки). Чемпионка СССР 1969 года в составе сборной команды Ленинграда. Неоднократная участница финалов личных чемпионатов СССР (высшее достижение — 3 место в 1983 году). Мастер спорта СССР (1970). Ученица Дмитрия Павловича Коршунова (1911—1983).
В рейтинге российских шашистов на 1 июля 2003 года входила в 25-ку
Старейшая участница VII чемпионата мира по шашкам-64 среди женщин, проходившего в Санкт-Петербурге в 2003 году. Также играла в шашки по переписке.
Двенадцатикратная чемпионка Санкт-Петербурга, первая победа в 1963 году, в последняя в 1995. Выступала за ДСО «Труд», «Зенит», сборную Ленинграда.
Работала в доме детского творчества «Левобережный» педагогом дополнительного образования.
В Ленинграде пережила блокаду.